# Latin szállóigék
Latin szállóigék – magyar fordítása (akinek tulajdonítják)
| Ábécé szerinti tartalomjegyzék            |
| ----------------------------------------- |
| A B C D E F G H I J L M N O P Q R S T U V |

## A
Ab ovo – A tojástól kezdve (Horatius)

Ab urbe condita – A város alapításától (Titus Livius) 

A cane non magno saepe tenetur aper – Gyakran nem a nagy kutya fogja meg a vaddisznót (Ovidius)

Acta fabula est, plaudite! – A színjátéknak vége van, tapsoljatok! (Augustus)

Aegroto dum anima est, spes est – Amíg a beteg lélegzik, van remény (Cicero)

Alea iacta est – A kocka el van vetve (Caesar)

Aliud ex alio malum gignitur – Egyik baj szüli a másikat (Terentius)

Altissima quaeque flumina minimo sono labuntur – A legmélyebb folyó hömpölyög a legkisebb zajjal (Curtius Rufus)

Amici, diem perdidi – Barátaim, elvesztegettem ezt a napot (Titus)

Amicos secundae res parant, adversae probant – A jósors szerzi, a balsors próbára teszi a barátokat (Seneca)

Amor vincit omnia – A szerelem mindent legyőz (Vergilius)

Animus meminisse horret – Lelkem visszariad az emlékezéstől (Vergilius)

Arma virumque cano – Fegyvert s vitézt énekelek (Vergilius)

Artes omnes perdocet paupertas – A szegénység minden mesterségre megtanít (Plautus)

Audaces fortuna iuvat – Bátraké a szerencse (Vergilius)

Aurea mediocritas – Arany középút (Arisztotelész)

Auribus frequentius, quam lingua utere – Gyakrabban használd a fület, mint a nyelvet (Seneca)

Aut prodesse volunt aut delectare poetae – A költők vagy használni, vagy szórakoztatni akarnak (Horatius)

Ave Caesar, morituri te salutant! – Üdvöz légy, Caesar, a halálba indulók köszöntenek! (Suetonius)

## B
Beati pauperes spiritu –  Boldogok a lelki szegények (Hegyi beszéd)

Beneficium accipere libertatem est vendere – Jótéteményt elfogadni annyi, mint eladni a szabadságot (Publilius Syrus)

Bis dat, qui cito dat – Kétszer ad, ki gyorsan ad (Publilius Syrus)

Bonus iudex damnat improbanda, non odit – A jó bíró elítéli, de nem gyűlöli azt, amit helytelenít (Seneca)

Brevis ipsa vita est, sed malis fit longior – Az élet önmagában rövid, de a szenvedések meghosszabbítják (Publilius Syrus)

## C
Canes timidi vehementius latrant, quam mordent – A félénk kutyák erősebben ugatnak, mint harapnak (Curtius Rufus)

Canis sine dentibus latrat – Csak a fogatlan kutya ugat (Varro)

Carpe Diem – Ragadd meg a pillanatot (Horatius)

Carpent tua poma nepotes – Gyümölcsfádat unokáid fogják élvezni (Vergilius)

Celsae graviore casu decidunt turres – Recsegőbb robajjal dőlnek le a nagy tornyok (Horatius)

Certa amittimus, dum incerta petimus – Míg a bizonytalan után futkosunk, elveszítjük a biztosat (Plautus)

Ceterum censeo Carthaginem esse delendam – Egyébként úgy vélem, hogy Karthágót el kell pusztítani (id. Cato)

Cito pede labitur aetes – Gyors lábon rohan az idő (Ovidius)

Citius, altius, fortius – Gyorsabban, magasabbra, erősebben (Olimpiai játékok jelszava)

Cogito ergo sum – Gondolkozom, tehát vagyok (Descartes)

Conqueri fortunam adversam, non lamentari decet – A balszerencsét nem siratni kell, hanem legyőzni (Cicero)

Conscientia mille testes – A lelkiismeret egymaga ezer tanú (Quintilianus)

Consilium luce, nocte agas convivium – A tanácskozás ideje a nappal, a mulatozásé az éjszaka (Caecilius Balbus)

Consuetudo laborum perpessionem dolorum efficit faciliorem – A küzdelmek megszokása könnyebbé teszi a szenvedések elviselését (Cicero)

Crescit amor nummi quantum ipsa pecunia crescit – Nő a pénzszeretet a növekvő pénzzel arányban (Iuvenalis)

Crescit audacia experimento – A gyakorlat növeli a merészséget (Plinius)

Cuiusvis hominis est errare, nullius nisi insipientis in errare perseverare – Bármely ember tévedhet; egyedül az ostoba tart ki tévedése mellett (Cicero)

Cum te aliquis laudat, iudex tuus esse memento; plus aliis de te, quam tu tibi credere noli – Ha valaki dicsér, légy önmagad bírája, s ne higgy el többet másoknak, mint magadnak (Cato)

Cupiditati nihil est satis, naturae satis est etiam parum – Semmi sem elég a vágynak, a természet kevéssel is beéri (Seneca)

Cura fugit mero – A gond menekül a bortól (Ovidius)

## D
Dat veniam corvis, vexat censura columbas – Kedvez a hollónak, s a galambot sújtja a törvény (Iuvenalis)

Decipimur specie recti – Az igazság látszata megtéveszt bennünket (Horatius)

Dediscit animus sero, quod didicit diu – Későn felejti el az ember azt, amit sokáig tanult (Seneca)

De inimico noli loquier male, sed cogites – Ellenségedről legfeljebb gondolj, de ne mondj rosszat ( Publilius Syrus)

Deliberando saepe perit occasio – A fontolgatással gyakran elmúlik az alkalom (Publilius Syrus)

Deliberandum est diu, statuendum est semel –  Latolgatni tízszer kell, dönteni egyszer (Publilius Syrus)

Dente lupus, cornu taurus petit – A farkas foggal, a bika szarvval támad (Horatius)

De omnibus dubitandum – Mindenben kételkedni kell (Descartes)

Desinit in piscem mulier formosa superne – A felül szép nő alul halban végződik (Horatius)

Defficile est saturam non scribere – Nehéz szatírát nem írni (Iuvenalis)

Defficiles nugae – A terhes semmiségek (Martialis)

Diligentia maximum etiam mediocris ingenii subsidium – A szorgalom hatalmas támasz a középszerű tehetségnek is (Seneca)

Diligitur nemo nisi cui fortuna secunda est – Az emberek csak azt szeretik, akinek jól megy a sora (Ovidius)

Dimidium facti qui bene coepit habet – Aki megkezdte, felét elvégezte a munkának (Horatius)

Divide et impera! – Oszd meg és uralkodjǃ (II. Philipposz)

Dolo pugnandum est, dum quis par non est armis – Csellel kell harcolni annak, akinek a fegyvere gyengébb (Cornelius Nepos)
Donec eris felix, multos numerabis amicos, tempora si fuerint nubila, solus eris – Amíg sok pénzed van, sok barátod van, de  ha elfogy a pénzed, a barátaid is elfogynak
Dum spiro, spero – Ameddig élek, remélek (Iuvenalis)

Dum vitant stulti vitia, in contraria currunt – Míg az ostobák kerülik az egyik bűnt, a másikba esnek (Horatius)

Durum est negare, cum superior supplicat – Nehéz nemet mondani, amikor fölöttesünk kér valamit (Publilius Syrus)

## E
Edas ut vivas, ut edas, noli vivere – Egyél, hogy élj, s ne azért élj, hogy egyél (Caecilius Balbus)

Epistula non erubescit – A levél nem pirul el (Cicero)

Est enim proprium stiltitiae: aliorum vitia cernere, oblivisci suorum – Jellemző az ostobaságra: mások hibáit észrevenni, a magáét elfeledni (Cicero)

Est felicibus difficilis miserarium vera aestimatio – Nehéz a boldogoknak helyesen megítélni a nyomorúságot (Quintilianus)

Etiam capillus unus habet umbram suam – Egyetlen hajszálnak is van árnyéka (Publilius Syrus)

Etiam veros dolores mitigat tempus – A súlyos fájdalmat is enyhíti az idő (Quintilianus)

Et terram rumor transilit et maria – Földeken és vízen át szárnyal a pletykabeszéd (Propertius)

Et tu, mi fili, Brute? – Te is, fiam Brutus? (Caesar)

Exegi monumentum aere perennius – Ércnél is maradandóbb művet emeltem én (Horatius)

Exercitatio artem parat – Gyakorlat teszi a mestert (Tacitus)

Ex incommodis alterius sua comparat commoda – Más kárából előnyt szerez magának (Terentius)

Exitus acta probat – A cél szentesíti az eszközt (Ovidius)

Ex malis eligere minima oportet – A bajok közül válaszd a legkisebbeket (Cicero)

Exstructum super cloacam templum forma este mulieris – A női szépség olyan, mint a kloákára épített templom (Caecilius Balbus)

## F
Faber est suae quisque fortunae – Mindenki a maga szerencséjének kovácsa (Sallustius)

Facile est imperium in bonis – Könnyű a jók fölött uralkodni	(Plautus) 

Facile omnes, cum valemus, recta consilia aegrotis damus – Mikor egészségesek vagyunk, mindnyájan könnyen adunk helyes tanácsokat a betegeknek (Terentius)

Factum fieri infectum non potest – A megtörténtet nem lehet meg nem történtté tenni (Plautus)

Fama post cineres maior venit – A halál után nagyobb lesz a hírnév (Ovidius)

Fama volat – Szárnyakon jár a hír (Vergilius)

Fas est ab hoste doceri – Szabad az ellenségtől is tanulni (Ovidius)

Fecundi calices quem non fecere disertum? – A tele pohár kit nem tesz ékesszólóvá? (Horatius)

Feriunt summos fulgure montes – A hegyek legormát sújtja a villám	(Horatius)

Fertilior seges est alienis semper in agris, vicinumque pecus grandius uber habet – Más szántóján mindig dúsabb a vetés, s duzzadtabb a tőgye a szomszéd nyájának (Ovidius)

Festina lente! – Lassan járj, tovább érsz! (Suetonius)

Forma bonum fragile est – A szépség mulandó adomány (Ovidius)

Fortes fortuna adiuvat – Bátraké a szerencse (Vergilius)
Fortuna vitrea est, tum cum splendet frangitur – A szerencse üvegből van, amikor legszebben ragyog, akkor törik el (Publilius Syrus)

Fugit irreparabile tempus – Visszahozhatatlanul rohan az idő (Vergilius)

Fugiunt freno non remorante dies – Fut zabolátlanul egyik nap a másik után (Ovidius)

Furor arma ministrat – A fegyvereket a téboly irányítja (Vergilius)

## G
Galli victi silere solent, canare victores –  A legyőzött kakasok hallgatni szoktak, a győzők énekelni (Cicero)

Grammatici certant el adhuc sub judice lis est – A tudósok vitatkoznak és még bíró előtt van a per (Horatius)

Gutta cavat lapidem, consumitur anulus usu –  A vízcsepp kivájja a követ, a használattól elkopik a gyűrű (Ovidius)

## H
Hannibal ante portas – Hannibál a kapuk előtt (Titus)

Hectora quis nosset, si felix Troia fuisset? – Ki hallott volna Hektorról, ha szerencsés lett volna Trója? (Ovidius)

Homines amplius oculis, quam auribus credunt, breve et efficax per exempla – Az emberek inkább hisznek a szemüknek, mint a fülüknek, hosszú az út a szabályokon át, rövid és hatékony a példákon keresztül (Seneca)

Homo homini lupus – Ember embernek farkasa (Plautus)

Homo sum, humani nihil a me alienum puto – Ember vagyok, semmi sem idegen tőlem, ami emberi (Terentius)

## I
Ignoranti, quem portum petat, nullus suus ventus est – Semmilyen szél sem kedvező annak, aki nem tudja, milyen kikötőbe tart (Seneca)

Igitur qui desiderat pacem, praeparet bellum – Aki békét akar, készüljön a háborúra (Vegetius)

Ignoti nulla cupido – Nem vágyunk arra, amit nem ismerünk (Ovidius)

Illud iucundum nil agere – Az az édes semmittevés (Plinius)

Imago animi sermo est – A lélek tükre a beszéd (Seneca)

In angustiis amici apparent – Szükségben mutatkoznak meg az igaz barátok (Petronius)

In eodem prato bos herbam quaerit, canis leporem, ciconia lacertam – Ugyanazon a réten a marha füvet keres, a kutya nyulat, a gólya gyíkot (Seneca)

Inimici ad animum nullae conveniunt preces –  Az ellenség szívéhez semmilyen könyörgés nem ér el (Publilius Syrus)

In medias res – A dolog közepébe vágva (Horatius)

Inter arma enim silent musae – Háborúban hallgatnak múzsák (Cicero)

In silvan non ligna feras – Ne hordj fát az erdőbe (Horatius)

In sinu viperam venenatam ac pestiferam habet – Mérges és vészt hozó viperát őriz kebelén (Cicero)

In sole lucernam adhibere – Mécsest gyújtani nappal (Cicero)

In vino veritas – Borban az igazság (Plinius)

## J
Jurare in verba magistri – Esküdni a mester szavaira (Horatius)

## L
Laudator temporis acti – A letűnt idő dicsérője (Horatius)

Lentescunt tempore curae – Idővel enyhülnek a gondok (Ovidius)

Leones non sunt papilionibus molesti – Nem háborgatja az oroszlán a pillangót (Martialis)

Libenter homines id, quod volunt, credunt – Az emberek szívesen elhiszik azt, amire vágynak (Caesar)

Litterarum radices amarae, fructus dulces – A tudás gyökere keserű, de édes a gyümölcse (Cicero)

Lumina in tenebris clariora sunt – Sötétben tündöklőbb a fény (Quintilianus)

## M
Magni nominis umbra – Nagynevű árnyék (Lucanus)

Maior famae sitis est, quam virtutis – Hírnévre többen szomjúhoznak, mint erényre (Iuvenalis)

Maiorque videtur et melior vicina seges – Nagyobbnak és szebbnek tűnik a szomszédos búzavetés (Iuvenalis)

Male parte male dilabuntur – Ebül szerzett jószág ebül vész el (Cicero)

Manus manum lavat – Kéz kezet mos (Petronius)

Margaritas ante porcos – Gyöngyöt ne vess disznók elé (Jézus)

Mea culpa, mea maxima culpa – Az én vétkem, az én igen nagy vétkem (Szentmise)

Mens sana in corpore sano – Ép testben ép lélek (Iuvenalis)

Multi famam, conscientiam pauci verentur – Sokan félnek a megszólástól, kevesen a lelkiismerettől (Plinius)

Mutato nomine de te fabula narratur – Kicserélt névvel ugyan, de rólad szól a mese (Horatius)

## N
Navigare necesse est, vivere non est necesse – Hajózni muszáj, élni nem (Pompeius)

Nil admirari – Semmin se csodálkozz! (Horatius)

Ne sutor supra crepidam – Suszter, maradj a kaptafánál! (közmondás)

Nihil sub sole novum est – Nincs új a nap alatt (közmondás)

Novus homo – Új ember (Cicero)

Nullus agenti dies longus est – A semmittevő számára hosszú a nap (Seneca)

## O
Oderint dum metuant – Amíg félnek, csak gyűlöljenek (Cicero)

Omnes viae Romam ducunt – Minden út Rómába vezet (közmondás)

Omnia homini dum vivit speranda sunt – Amíg él az ember, mindent remélnie kell (Seneca)

Omnia mutantur, nihil interit – Minden változik, nem pusztul el semmi (Ovidius)

Omnia vincit amor et nos cedamus amori – Mindent legyőz a szerelem, és nekünk engednünk kell neki (Vergilius)

Omnis ars naturae imitatio est – Minden művészet a természet utánzása (Seneca)

Omnis habet sua dona dies – Minden napnak megvan a maga ajándéka (Martialis)

O tempora, o mores! – Ó idők, ó erkölcsök! (Cicero)
Ora et labora!
Imádkozz és dolgozz. (Bencés mondás)

## P
Panem et circenses – Kenyeret és cirkuszt (Iuvenalis)

Parturiunt montes, nascetur ridiculus mus – Vajúdnak a hegyek: nevetséges kisegér születik (Horatius)

Pia fraus – Kegyes csalás (Ovidius)

Plurimum mali credulitas facit – A legtöbb bajt a hiszékenység okozza (Seneca)

Pluris est oculatus testis unus, quam auriti decem – Többet ér egy szemtanú, mint tíz fültanú (Plautus)

Post equitem sedet atra cura – A lovas mögött ül a sötét gond (Horatius)

Potius sero quam numquam – Jobb későn, mint soha (Titus Livius)

Proximus sum egomet mihi – Legközelebb én vagyok magamhoz (Terentius)

Pulvis et umbra sumus – Föld pora s árnya leszünk (Horatius)

## Q
Quod licet Jovi, non licet bovi – Amit szabad Jupiternek, nem szabad az ökörnek (közmondás)
Qualis artifex pereo! – Mekkora művész pusztul el bennem! (Suetonius)

Qualis dominus, talis et servus – Amilyen a gazda, olyan a szolgája is (Petronius)

Quandoque bonus dormitat Homerus – Van, amikor elbóbiskol a jó Homérosz is (Horatius)

Quidquid discis, tibi discis – Bármit tanulsz, magadnak tanulod (Petronius)

Qui desiderat pacem, praeparat bellum – Aki békét óhajt, készüljön a háborúra (Vegetius)

Quod erat demonstrandum – Amit be kellett bizonyítani (Euklides)

Quo vadis? (tkp. Quo vadis, Domine?) – Hová mész? (tkp. Hová mész, Uram?) (Péter apostol)

Quid vesper erit, incertum est – Bizonytalan, hogy mit hoz az este (Titus Livius)

Quod tacitum esse velis, nemini dixeris – Amit titokban akarsz tartani, ne mondd el senkinek (Seneca)

## R
Reddite ergo quae sunt Caesaris, Caesari et quae sunt Dei Deo – Adjátok meg a császárnak, ami a császáré, és Istennek, ami az Istené (Jézus) 
Repetitio est mater studiorum – Ismétlés a tudás anyja (közmondás)

Roma uno die non est condita – Rómát sem egy nap alatt építették (közmondás)

## S
Sapere aude – Merj gondolkozni (Horatius)

Semper avarus eget – A fösvény mindig nélkülöz (Horatius)

Senectus insanabilis morbus est – Az öregség gyógyíthatatlan betegség (Seneca)

Si vis pacem, para bellum – Ha békét akarsz, készülj a háborúra (Publius Flavius Vegetius Renatus)

Sic itur ad astra – Így jutunk a csillagokhoz (Vergilius)

Sic transit gloria mundi – Így tűnik le a világ dicsősége (Thomas á Kempis.                                                                      
Sic semper tyrannis - így járnak a zsarnokok (Brutus)

Silentium videtur confessio – A hallgatás felér egy vallomással (Seneca)

Sine ira et studio – Harag és részrehajlás nélkül (Tacitus)

Sol lucet omnibus – A nap mindenkinek süt (Petronius)

Sub noctem cura recursat – Éjjel a gond visszatér (Vergilius)

Successus ad perniciem multos devocat – Sokakat pusztulásba visz a siker (Phaedrus)

Supremum vale – Az utolsó üdvözlet (Ovidius)

## T
Tamdiu discendum est, quamdiu vivas – Addig kell tanulnod, míg csak élsz (Seneca)

Timeo Danaos et dona ferentes – Félek a görögöktől, még ha ajándékot hoznak is (Vergilius)

Tres faciunt collegium – Hárman alkotnak társaságot (Marcellus)
Tempora mutantur - Változnak az idők

## U
Ubi bene, ibi patria – Ahol a haszon, ott a haza (Cicero)

Ut sementem feceris, ita metes – Ki mint vet, úgy arat (Cicero)

Ut ameris, amabilis esto! –  Ha azt kívánod, hogy szeressenek, légy szeretetre méltó! (Ovidius)

Ut pictura poesis! – A költészet olyan, mint a festészet (Horatius)

## V
Vae victis! – Jaj a legyőzötteknek! (Titus Livius)

Veni, vidi, vici – Jöttem, láttam, győztem (Caesar)

Verae amicitiae sempiternae sunt – Az igazi barátságok örökké tartanak (Cicero)

Verba volant, scripta manent – A szó elszáll, az írás megmarad (Titus)

Vita nihil aliud quam ad mortem iter est – Az élet nem más, mint utazás a halál felé (Seneca)

Vulpes pilum mutat, non mores – A róka megváltoztatja a szőrét, de nem a természetét (Suetonius)